# Bernhard Lichtenberg (Film)
Bernhard Lichtenberg ist ein deutsches Fernsehspiel aus dem Jahre 1965 von Peter Beauvais mit Paul Verhoeven in der Titelrolle.

## Handlung
Berlin 1941. Dompropst Bernhard Lichtenberg bekommt Besuch von einem Ehepaar, das ihm eine schreckliche Geschichte von seinem in eine Heilanstalt eingelieferten Sohn Rudolf erzählt, wo dieser urplötzlich gestorben ist, obwohl er zuletzt kerngesund schien. Hier erfährt Lichtenberg zum ersten Mal persönlich davon, dass das NS-Regime offensichtlich ein Programm aufgelegt hat, so genanntes „lebensunwertes Leben“ zu vernichten. Mit seinen Getreuen aus Kirche und Familie (seinem Bruder Hans Lichtenberg) bespricht der Kirchenmann, wie man am besten auf diese unerhörte Barbarei reagieren sollte. Auch wirft jemand das Schlagwort von einer angeblichen „Endlösung“ in der Judenfrage in die Runde, was wohl nichts Gutes zu bedeuten habe, wie man unisono feststellt. Ein Brief an Staatssekretär Conti wirbelt zusätzlich Staub auf, sodass nun die SS in Gestalt des Hauptsturmführers Lang Lichtenberg genauer unter die Lupe nimmt. Vorerst, so wird gesagt, wolle man Lichtenberg nicht verhaften, um nicht die Katholiken Deutschlands gegen sich aufzubringen. Lichtenberg predigt derweil unverdrossen von der Kanzel und bittet auch um Gebete für den Schutz von Juden und KZ-Insassen. Dieser Tatbestand führt zur Denunziation Lichtenbergs durch zwei im Gotteshaus anwesende junge Frauen bei der Gestapo.
Es kommt zum ersten direkten Aufeinandertreffen Lichtenbergs und Langs, wobei Langs Befragung des Kirchenmannes zu einem intellektuellen Duell zweier absoluter Antipoden ausartet. Weitere, immer härtere Verhöre folgen. Stück für Stück versucht Lang Lichtenberg in die Enge zu treiben, um eine Anklageschrift wegen Hochverrats zusammenzuzimmern. Lichtenberg bleibt zwar in seiner Haltung standhaft, wird aber immer häufiger von Erschöpfungszuständen heimgesucht. Schließlich überstellt Lang Bernhard Lichtenberg in ein reguläres Gefängnis, nach Berlin-Moabit. Hier setzt ein junger, ehrgeiziger Staatsanwalt namens Nuthmann Lichtenbergs Befragung fort und konfrontiert ihn unter anderem mit seiner Kanzelrede, die ihm die Denunziation einbrachte. Mit viel Hinterlist versucht Nuthmann den Tatbestand der Heimtücke zu konstruieren, da Lichtenberg dann für sehr lange Zeit hinter Gittern verschwinden würde. Dann kommt es zur Gerichtsverhandlung. Der Richter folgt dem Antrag des Staatsanwalts und verurteilt Bernhard Lichtenberg zu zwei Jahren Haft unter Anrechnung der Untersuchungshaft. Im Gefängnis verschlechtert sich sein Gesundheitszustand allmählich. Immerhin darf der Gottesmann Besuch von seiner engen Vertrauten, der Nonne Schwester Stephana, und seinem Bruder Hans empfangen. Als Lichtenbergs Entlassung aus der Haft ansteht, hat Hauptsturmführer Lang längst dafür gesorgt, dass das Reichssicherheitshauptamt eine Verlegung des Häftlings in ein Konzentrationslager verfügt hat, da anzunehmen sei, dass Lichtenberg auch weiterhin „staatsfeindlich“ wirken werde. Lichtenberg will die Haftanstalt verlassen, da nehmen ihn zwei Gestapobeamte in Empfang und fahren mit ihm fort. Es wird eine kurze Reise, von der der herzkranke Bernhard Lichtenberg nicht mehr heimkehren wird.

## Produktionsnotizen
Bernhard Lichtenberg entstand Anfang 1965 und wurde am 20. Juli 1965 im ZDF ausgestrahlt.
Dieter Schönemann übernahm die Produktionsleitung. Jan Schlubach schuf das Szenenbild, Herbert Ploberger die Kostüme.

## Zur Person
Bernhard Lichtenberg (1875–1943) war ein deutscher Theologe und stieg bis zum Berliner Dompropst auf. Schon vor der Machtergreifung geriet der Pazifist Lichtenberg mit der NSDAP im Allgemeinen und mit Joseph Goebbels, damals noch Gauleiter Berlins, im Besonderen scharf aneinander. Auch nach 1933 ließ sich Lichtenberg nicht zum Schweigen bringen und setzte sich für vom Regime verfolgte Mitbürger ein. Nachdem ihm Informationen über die Zustände in den Konzentrationslagern zugetragen worden waren, protestierte Bernhard Lichtenberg öffentlich. 1941 nahm er wie sein Glaubensbruder Graf Galen, der Bischof von Münster, klar Position gegen das nazistische Euthanasie-Programm ein. Daraufhin wurde Lichtenberg noch im selben Jahr erstmals verhaftet. 1943 sollte der Kirchenmann als sogenannter „Schutzhäftling“ in das KZ Dachau überführt werden, er starb aber während eines Zwischenstopps in einem Krankenhaus in Hof.

## Kritiken
Der Film gilt als eines der bedeutendsten halbdokumentarischen Fernsehspiele der frühen bundesdeutschen TV-Geschichte, die sich mit der jüngeren deutschen Geschichte befasste, und erhielt nahezu durchgehend sehr gute Kritiken, ausgenommen Walter Jens’ Verriss in der Zeit vom 30. Juli 1965. Nachfolgend zwei Beispiele.
Egon Netenjakob schreibt in seinem Fernsehlexikon: „Bernhard Lichtenberg (1965) setzt einem mutigen Nazigegner ein Denkmal, dem Dompropst der St. Hedwigs-Kathedrale“.
Zu Paul Verhoevens darstellerischer Leistung ist in Das große Personenlexikon des Films zu lesen: „Seine schönste Aufgabe erhielt er 1965 mit dem Part des moralisch unantastbaren Nazi-Verächters und Kirchenmannes Bernhard Lichtenberg in Peter Beauvais’ gleichnamigem Dokumentarspiel“.